# Copa Chile 2019
La Copa Chile 2019 (Copa Chile MTS 2019 por razones de patrocinio) fue la 40.ª edición del tradicional torneo de copa entre clubes de Chile. En el torneo, participaron nuevamente los 43 equipos de las tres categorías profesionales de la ANFP (Primera División, Primera B y Segunda División) y 5 equipos amateur de la ANFA (Tercera División), en busca del cupo de Chile 4 (que se otorga al campeón), para la Copa Libertadores 2020.
La final se disputó en el Estadio Germán Becker de Temuco el 22 de enero de 2020. Aunque estaba programada para finales de 2019, se postergó hasta enero de 2020 debido a la crisis social que afectó al país en octubre de 2019. La final enfrentó a Universidad de Chile y a Colo Colo, y se saldó con victoria del equipo "albo" por 2-1. De esta forma, Colo Colo alcanzó su duodécimo título copero, además de tener el derecho a participar en la Copa Libertadores 2020, en calidad de Chile 4 (aunque finalmente cedió su cupo a la propia Universidad de Chile, ya que los albos habían asegurado el Chile 2 tras el término anticipado de la Primera División en la cual terminó subcampeón) y jugar la Supercopa de Chile 2020, contra Universidad Católica campeón de la Primera División 2019. Previamente, el equipo dirigido por Mario Salas había eliminado a Deportes Puerto Montt en la fase 2, a Barnechea en octavos de final, a Everton en cuartos y a Universidad Católica en semifinales.

## Modalidad
La Copa Chile 2019 mantiene el sistema de eliminación directa, con llaves que se juegan a 2 partidos (ida y vuelta). Las llaves y posteriores encuentros en las fases fueron sorteadas por la ANFP.
- Fase 1: Los 16 participantes de Primera B, se enfrentaron a 16 clubes conformados por los 11 equipos de la Segunda División y 5 de Tercera División a partido único. Para mayor paridad deportiva en los duelos de esta fase, los equipos de menor categoría fueron locales. Los 16 clasificados avanzaron a la siguiente fase.
- Fase 2: Los 16 clubes clasificados enfrentaron a los 16 equipos de la Primera División en duelos ida y vuelta. Los equipos de mayor categoría definieron la llave en casa. Los 16 clubes clasificados avanzaron a la siguiente fase.
- Octavos de Final: Los 16 clubes clasificados se emparejaron para conformar las 8 llaves. A los clubes se les asignó un número del 1 al 16. Los equipos que tenían un número mayor respecto a su rival, fueron los locales en el partido de vuelta. Ocho equipos clasificaron a la siguiente fase.
- Cuartos de Final: Los 8 clubes clasificados se enfrentaron, y según su número se definió quien haría de local en el partido de vuelta. Los clubes clasificados jugarán las semifinales.
- Semifinales: Los 4 equipos que avanzaron deben enfrentarse siguiendo la regla: quien posea el mayor número, será quien defina la llave en casa. (Por esta edición, las semifinales se jugarán a partido único).
- Final: Los ganadores de las semifinales jugarán la final, que se disputará a partidos ida y vuelta. (En esta edición, la final se jugará a partido único).

## Premios
El equipo que se corone Campeón de esta edición, recibirá el trofeo de la Copa Chile, y ganará el derecho de competir en la Copa Conmebol Libertadores 2020 como "Chile 4". Además, se gana el derecho de jugar la Supercopa de Chile 2020, donde se enfrentará al campeón del Campeonato AFP PlanVital Primera División 2019.
En caso de que el equipo Campeón ya esté clasificado a la Copa Libertadores por medio del Campeonato AFP PlanVital Primera División 2019, este cederá su cupo internacional al Subcampeón. Del mismo modo, si este también llegara a estar clasificado a la Copa Libertadores por el mismo método, este cederá su cupo al 4.° lugar del torneo de Primera División, ocurriendo el mecanismo de sucesión que le permite al 8.° lugar de la tabla disputar la Copa Sudamericana.

## Árbitros
| Árbitros           | Edad    | Categoría |
| ------------------ | ------- | --------- |
| Víctor Abarzúa     | 37 años |           |
| Gustavo Ahumada    | 39 años |           |
| Cristián Andaur    | 45 años |           |
| Fabián Aracena     | 40 años |           |
| Claudio Aranda     | 52 años |           |
| Miguel Araos       | 37 años |           |
| Franco Arrué       | 46 años |           |
| Julio Bascuñán     | 46 años |           |
| Patricio Blanca    | 43 años |           |
| José Cabero        | 40 años |           |
| Rodrigo Carvajal   | 38 años |           |
| Claudio Cevasco    | 34 años |           |
| César Deischler    | 48 años |           |
| Cristián Droguett  | 46 años |           |
| Diego Flores       | 35 años |           |
| Víctor Fuentealba  | 38 años |           |
| Cristián Galaz     | 35 años |           |
| Eduardo Gamboa     | 48 años |           |
| Nicolás Gamboa     | 37 años |           |
| Cristián Garay     | 35 años |           |
| Francisco Gilabert | 42 años |           |
| Felipe González    | 45 años |           |
| Marcelo González   | 45 años |           |
| Felipe Jara        | 40 años |           |
| Héctor Jona        | 42 años |           |
| Juan Lara          | 35 años |           |
| Piero Maza         | 40 años |           |
| Nicolás Medina     | 36 años |           |
| Nicolás Millas     | 35 años |           |
| Omar Oporto        | 41 años |           |
| Jorge Oses         | 31 años |           |
| Matías Quila       | 32 años |           |
| Christian Rojas    | 49 años |           |
| Benjamín Saravia   | 37 años |           |
| Juan Sepúlveda     | 35 años |           |
| Roberto Tobar      | 46 años |           |
| Rafael Troncoso    | 47 años |           |
| Fernando Véjar     | 35 años |           |
| Manuel Vergara     | 34 años |           |
| Diego Vidal        | 35 años |           |

## Información

### Primera División
| Equipo                    | Ciudad       | Estadio                     | Aforo  |
| ------------------------- | ------------ | --------------------------- | ------ |
| Audax Italiano            | Santiago     | Bicentenario de La Florida  | 12.000 |
| Cobresal                  | El Salvador  | El Cobre                    | 12.000 |
| Colo-Colo                 | Santiago     | Monumental                  | 47.347 |
| Coquimbo Unido            | Coquimbo     | Francisco Sánchez Rumoroso  | 18.000 |
| Curicó Unido              | Curicó       | La Granja                   | 8.278  |
| Deportes Antofagasta      | Antofagasta  | Calvo y Bascuñán            | 21.100 |
| Deportes Iquique          | Iquique      | Municipal de Cavancha       | 5.500  |
| Everton                   | Viña del Mar | Sausalito                   | 21.000 |
| Huachipato                | Talcahuano   | Huachipato-CAP Acero        | 10.500 |
| O'Higgins                 | Rancagua     | El Teniente                 | 14.000 |
| Palestino                 | Santiago     | Municipal de La Cisterna    | 12.000 |
| Unión Española            | Santiago     | Santa Laura Universidad-SEK | 19.887 |
| Unión La Calera           | La Calera    | Nicolás Chahuán             | 9.200  |
| Universidad Católica      | Santiago     | San Carlos de Apoquindo     | 14.880 |
| Universidad de Chile      | Santiago     | Nacional                    | 48.665 |
| Universidad de Concepción | Concepción   | Ester Roa                   | 33.000 |

### Primera B
| Equipo                | Ciudad       | Estadio                   | Aforo  |
| --------------------- | ------------ | ------------------------- | ------ |
| Barnechea             | Santiago     | Municipal de Lo Barnechea | 2.500  |
| Cobreloa              | Calama       | Zorros del Desierto       | 12.102 |
| Deportes Copiapó      | Copiapó      | Luis Valenzuela           | 8.500  |
| Deportes La Serena    | La Serena    | La Portada                | 18.500 |
| Deportes Melipilla    | Santiago     | Roberto Bravo             | 6.500  |
| Deportes Puerto Montt | Puerto Montt | Chinquihue                | 10.000 |
| Deportes Santa Cruz   | Santa Cruz   | Joaquín Muñoz             | 6.000  |
| Deportes Temuco       | Temuco       | Germán Becker             | 18.000 |
| Deportes Valdivia     | Valdivia     | Parque Municipal          | 5000   |
| Magallanes            | Santiago     | Luis Navarro              | 3500   |
| Ñublense              | Chillán      | Nelson Oyarzún            | 12.000 |
| Rangers               | Talca        | Fiscal de Talca           | 16.000 |
| San Luis de Quillota  | Quillota     | Lucio Fariña              | 7.700  |
| Santiago Morning      | Santiago     | Municipal de La Pintana   | 5000   |
| Santiago Wanderers    | Valparaíso   | Elías Figueroa            | 21.568 |
| Unión San Felipe      | San Felipe   | Municipal de San Felipe   | 10.000 |

### Segunda División
| Equipo              | Ciudad       | Estadio                  | Aforo  |
| ------------------- | ------------ | ------------------------ | ------ |
| Colchagua           | San Fernando | Jorge Silva              | 6.000  |
| Deportes Colina     | Santiago     | Manuel Rojas             | 4.000  |
| Deportes Recoleta   | Santiago     | Leonel Sánchez           | 1.000  |
| Deportes Vallenar   | Vallenar     | Nelson Rojas             | 5000   |
| Fernández Vial      | Concepción   | Ester Roa                | 33.000 |
| General Velásquez   | San Vicente  | Augusto Rodríguez        | 3.000  |
| Iberia              | Los Ángeles  | Municipal de Los Ángeles | 4.150  |
| Independiente       | Cauquenes    | Miguel Alarcón           | 1.500  |
| Lautaro de Buin     | Santiago     | Luis Navarro             | 3500   |
| San Antonio Unido   | San Antonio  | Fernando Ross            | 2.000  |
| San Marcos de Arica | Arica        | Carlos Dittborn          | 14 373 |

### Tercera División
| Equipo              | Ciudad     | Estadio                      | Aforo  |
| ------------------- | ---------- | ---------------------------- | ------ |
| Deportes Concepción | Concepción | Ester Roa                    | 33.000 |
| Deportes Rengo      | Rengo      | Guillermo Guzmán             | 5.000  |
| Deportivo Pilmahue  | Villarrica | Matías Vidal                 | 3.000  |
| Provincial Osorno   | Osorno     | Parque Municipal de Valdivia | 5.000  |
| Trasandino          | Los Andes  | Regional de Los Andes        | 3.300  |

## Fase 1
Los 16 equipos de la Primera B, se enfrentaron ante los 11 clubes de la Segunda División Profesional, más los 5 clubes invitados por ANFA. A diferencia de la edición anterior, esta fase se disputó a partido único. El local fue determinado por sorteo y las llaves definidas por criterio geográfico. Los partidos se jugaron el fin de semana del 23 y 24 de marzo. Los 16 clasificados avanzan a la segunda fase, la ronda de 16avos de final, donde esperan los clubes de la Primera División.
| Fecha       | Local               | Resultado    | Visita                |  |
| ----------- | ------------------- | ------------ | --------------------- |  |
| 23 de marzo | Colina              | 1:3          | Santiago Morning      |  |
| 23 de marzo | Deportes Rengo      | 2:3          | Barnechea             |  |
| 23 de marzo | Trasandino          | 0:0 (4:1 p.) | San Luis de Quillota  |  |
| 23 de marzo | San Antonio Unido   | 1:2          | Deportes La Serena    |  |
| 23 de marzo | Fernández Vial      | 2:2 (2:3 p.) | Deportes Temuco       |  |
| 23 de marzo | Iberia              | 1:2          | Ñublense              |  |
| 23 de marzo | Deportes Vallenar   | 2:1          | Deportes Copiapó      |  |
| 24 de marzo | Deportes Recoleta   | 0:0 (6:7 p.) | Unión San Felipe      |  |
| 24 de marzo | San Marcos de Arica | 3:1          | Cobreloa              |  |
| 24 de marzo | Lautaro de Buin     | 0:3          | Deportes Melipilla    |  |
| 24 de marzo | General Velásquez   | 1:4          | Magallanes            |  |
| 24 de marzo | Colchagua           | 1:1 (4:5 p.) | Deportes Santa Cruz   |  |
| 24 de marzo | Independiente       | 2:2 (3:5 p.) | Rangers               |  |
| 24 de marzo | Deportes Concepción | 1:4          | Santiago Wanderers    |  |
| 24 de marzo | Pilmahue            | 0:2          | Deportes Valdivia     |  |
| 24 de marzo | Provincial Osorno   | 1:3          | Deportes Puerto Montt |  |

## Fase 2
Los 16 equipos clasificados de la primera fase, avanzarán directamente a la segunda fase, a la ronda de 16avos de final, donde esperan los clubes de la Primera División. Eso sí, se jugarán en partidos de ida y vuelta y los ganadores de la primera fase, serán locales en el partido de ida, por lo que los 16 equipos de la máxima categoría, serán locales en la vuelta.
| Fechas                   | Local en la ida       | Global       | Local en la vuelta        | Ida | Vuelta |
| ------------------------ | --------------------- | ------------ | ------------------------- | --- | ------ |
| 30 de mayo y 5 de junio  | San Marcos de Arica   | 0:4          | Deportes Iquique          | 0:2 | 0:2    |
| 9 y 13 de junio          | Deportes Puerto Montt | 4:4 (3:5 p.) | Colo-Colo                 | 2:0 | 2:4    |
| 9 y 13 de junio          | Barnechea             | 3:3 (4:3 p.) | Deportes Antofagasta      | 1:2 | 2:1    |
| 8 de junio y 6 de julio  | Trasandino            | 0:2          | Everton                   | 0:1 | 0:1    |
| 8 y 12 de junio          | Deportes Santa Cruz   | 4:6          | O'Higgins                 | 3:2 | 1:4    |
| 8 y 11 de junio          | Santiago Wanderers    | 2:5          | Audax Italiano            | 1:2 | 1:3    |
| 8 de junio y 10 de julio | Deportes Melipilla    | 0:0 (3:4 p.) | Unión Española            | 0:0 | 0:0    |
| 8 de junio y 9 de julio  | Deportes Vallenar     | 1:3          | Cobresal                  | 1:0 | 0:3    |
| 9 de junio y 7 de julio  | Deportes Temuco       | 3:2          | Huachipato                | 2:1 | 1:1    |
| 8 y 13 de junio          | Magallanes            | 2:5          | Unión La Calera           | 0:2 | 2:3    |
| 8 y 12 de junio          | Rangers               | 1:3          | Universidad de Chile      | 0:2 | 1:1    |
| 5 y 9 de junio           | Palestino             | 1:4          | Santiago Morning          | 0:3 | 1:1    |
| 8 de junio y 9 de julio  | Deportes La Serena    | 2:2 (5:6 p.) | Universidad Católica      | 1:0 | 1:2    |
| 9 y 12 de junio          | Deportes Valdivia     | 1:1 (5:3 p.) | Universidad de Concepción | 0:0 | 1:1    |
| 9 y 13 de junio          | Unión San Felipe      | 4:2          | Coquimbo Unido            | 3:1 | 1:1    |
| 9 y 12 de junio          | Ñublense              | 2:2 (4:2 p.) | Curicó Unido              | 0:1 | 2:1    |

## Fase Final
Los 16 equipos clasificados de la segunda fase, avanzarán a la Fase Final, que comprende desde los octavos de final hasta el partido definitorio por el título. El equipo que se corone campeón del certamen, clasificará como Chile 4 a la Copa Conmebol Libertadores 2020. Si el equipo que se corone campeón de este torneo, clasifica a la Copa Conmebol Libertadores 2020 por la vía del Campeonato AFP PlanVital 2019, el cupo de Chile 4 será ocupado por el perdedor de la final de este torneo. Si un equipo que milita en la Primera B se corona campeón de este torneo, clasificará como Chile 4 a la Copa Conmebol Libertadores 2020, sin importar que no esté jugando ese mismo año en la Primera División. (La regla que prohíbe a equipos de segunda categoría participar en torneos internacionales rige a partir de la temporada 2021).
El 14 de junio la ANFP dio a conocer el cuadro final de la Copa Chile, a través de una ceremonia se sortearon las llaves de los encuentros. Durante las clasificatorias a los octavos de final, Santiago Morning denunció a su rival de la segunda fase, Palestino, quienes debían por reglamento ingresar al campo de juego a dos jugadores sub-21, pero solo ingresaron uno. Por lo tanto, Palestino quedó eliminado de la competición y Santiago Morning avanzó a los octavos de final a pesar de haber perdido en el resultado global.

### Cuadro
|  | Octavos de final                                                               | Octavos de final                                                               | Octavos de final                                                               | Octavos de final                                                               | Octavos de final                                                               |   |    | Cuartos de final                                  | Cuartos de final                                  | Cuartos de final                                  | Cuartos de final                                  | Cuartos de final                                  |  |   | Semifinales    | Semifinales | Semifinales |  |    | Final                | Final       | Final       |  |
|  | 13, 14 y 16 de julio Ida 20, 21 de julio, 7 de agosto y 4 de septiembre Vuelta | 13, 14 y 16 de julio Ida 20, 21 de julio, 7 de agosto y 4 de septiembre Vuelta | 13, 14 y 16 de julio Ida 20, 21 de julio, 7 de agosto y 4 de septiembre Vuelta | 13, 14 y 16 de julio Ida 20, 21 de julio, 7 de agosto y 4 de septiembre Vuelta | 13, 14 y 16 de julio Ida 20, 21 de julio, 7 de agosto y 4 de septiembre Vuelta |   |    | 7 y 8 de septiembre Ida 11 y 12 de octubre Vuelta | 7 y 8 de septiembre Ida 11 y 12 de octubre Vuelta | 7 y 8 de septiembre Ida 11 y 12 de octubre Vuelta | 7 y 8 de septiembre Ida 11 y 12 de octubre Vuelta | 7 y 8 de septiembre Ida 11 y 12 de octubre Vuelta |  |   | 18 de enero    | 18 de enero | 18 de enero |  |    | 22 de enero          | 22 de enero | 22 de enero |  |
|  |                                                                                |                                                                                |                                                                                |                                                                                |                                                                                |   |    |                                                   |                                                   |                                                   |                                                   |                                                   |  |   |                |             |             |  |    |                      |             |             |  |
|  |                                                                                |                                                                                |                                                                                |                                                                                |                                                                                |   |    |                                                   |                                                   |                                                   |                                                   |                                                   |  |   |                |             |             |  |    |                      |             |             |  |
|  | 6                                                                              | Audax Italiano                                                                 | 0                                                                              | 1                                                                              | 1                                                                              |   |    |                                                   |                                                   |                                                   |                                                   |                                                   |  |   |                |             |             |  |    |                      |             |             |  |
|  | 6                                                                              | Audax Italiano                                                                 | 0                                                                              | 1                                                                              | 1                                                                              |   |    |                                                   |                                                   |                                                   |                                                   |                                                   |  |   |                |             |             |  |    |                      |             |             |  |
|  | 15                                                                             | Unión San Felipe                                                               | 0                                                                              | 0                                                                              | 0                                                                              |   |    |                                                   |                                                   |                                                   |                                                   |                                                   |  |   |                |             |             |  |    |                      |             |             |  |
|  | 15                                                                             | Unión San Felipe                                                               | 0                                                                              | 0                                                                              | 0                                                                              |   | 6  | Audax Italiano                                    | 0                                                 | 1                                                 | 1                                                 |                                                   |  |   |                |             |             |  |    |                      |             |             |  |
|  |                                                                                |                                                                                |                                                                                |                                                                                |                                                                                |   | 6  | Audax Italiano                                    | 0                                                 | 1                                                 | 1                                                 |                                                   |  |   |                |             |             |  |    |                      |             |             |  |
|  |                                                                                |                                                                                | 7                                                                              | Unión Española                                                                 | 1                                                                              | 2 | 3  |                                                   |                                                   |                                                   |                                                   |                                                   |  |   |                |             |             |  |    |                      |             |             |  |
|  | 7                                                                              | Unión Española                                                                 | 7                                                                              | Unión Española                                                                 | 1                                                                              | 2 | 3  | 0                                                 | 2                                                 | 2                                                 |                                                   |                                                   |  |   |                |             |             |  |    |                      |             |             |  |
|  | 7                                                                              | Unión Española                                                                 |                                                                                |                                                                                |                                                                                |   |    |                                                   |                                                   | 2                                                 |                                                   |                                                   |  |   |                |             |             |  |    |                      |             |             |  |
|  | 14                                                                             | Deportes Valdivia                                                              | 0                                                                              | 0                                                                              | 0                                                                              |   |    |                                                   |                                                   |                                                   |                                                   |                                                   |  |   |                |             |             |  |    |                      |             |             |  |
|  | 14                                                                             | Deportes Valdivia                                                              | 0                                                                              | 0                                                                              | 0                                                                              |   |    |                                                   |                                                   |                                                   |                                                   |                                                   |  | 7 | Unión Española | 0           |             |  |    |                      |             |             |  |
|  |                                                                                |                                                                                |                                                                                |                                                                                |                                                                                |   |    |                                                   |                                                   |                                                   |                                                   |                                                   |  | 7 | Unión Española | 0           |             |  |    |                      |             |             |  |
|  |                                                                                |                                                                                | 11                                                                             | Universidad de Chile (w. o.)                                                   | 3                                                                              |   |    |                                                   |                                                   |                                                   |                                                   |                                                   |  |   |                |             |             |  |    |                      |             |             |  |
|  | 1                                                                              | Deportes Iquique                                                               | 11                                                                             | Universidad de Chile (w. o.)                                                   | 3                                                                              | 1 | 1  | 2                                                 |                                                   |                                                   |                                                   |                                                   |  |   |                |             |             |  |    |                      |             |             |  |
|  | 1                                                                              | Deportes Iquique                                                               |                                                                                |                                                                                |                                                                                |   |    |                                                   |                                                   |                                                   |                                                   |                                                   |  |   |                |             |             |  |    |                      |             |             |  |
|  | 8                                                                              | Cobresal                                                                       | 1                                                                              | 3                                                                              | 4                                                                              |   |    |                                                   |                                                   |                                                   |                                                   |                                                   |  |   |                |             |             |  |    |                      |             |             |  |
|  | 8                                                                              | Cobresal                                                                       | 1                                                                              | 3                                                                              | 4                                                                              |   | 8  | Cobresal                                          | 3                                                 | 1                                                 | 4                                                 |                                                   |  |   |                |             |             |  |    |                      |             |             |  |
|  |                                                                                |                                                                                |                                                                                |                                                                                |                                                                                |   | 8  | Cobresal                                          | 3                                                 | 1                                                 | 4                                                 |                                                   |  |   |                |             |             |  |    |                      |             |             |  |
|  |                                                                                |                                                                                | 11                                                                             | Universidad de Chile                                                           | 1                                                                              | 4 | 5  |                                                   |                                                   |                                                   |                                                   |                                                   |  |   |                |             |             |  |    |                      |             |             |  |
|  | 9                                                                              | Deportes Temuco                                                                | 11                                                                             | Universidad de Chile                                                           | 1                                                                              | 4 | 5  | 0                                                 | 0                                                 | 0                                                 |                                                   |                                                   |  |   |                |             |             |  |    |                      |             |             |  |
|  | 9                                                                              | Deportes Temuco                                                                |                                                                                |                                                                                |                                                                                |   |    |                                                   |                                                   | 0                                                 |                                                   |                                                   |  |   |                |             |             |  |    |                      |             |             |  |
|  | 11                                                                             | Universidad de Chile                                                           | 1                                                                              | 2                                                                              | 3                                                                              |   |    |                                                   |                                                   |                                                   |                                                   |                                                   |  |   |                |             |             |  |    |                      |             |             |  |
|  | 11                                                                             | Universidad de Chile                                                           | 1                                                                              | 2                                                                              | 3                                                                              |   |    |                                                   |                                                   |                                                   |                                                   |                                                   |  |   |                |             |             |  | 11 | Universidad de Chile | 1           |             |  |
|  |                                                                                |                                                                                |                                                                                |                                                                                |                                                                                |   |    |                                                   |                                                   |                                                   |                                                   |                                                   |  |   |                |             |             |  | 11 | Universidad de Chile | 1           |             |  |
|  |                                                                                |                                                                                | 2                                                                              | Colo-Colo                                                                      | 2                                                                              |   |    |                                                   |                                                   |                                                   |                                                   |                                                   |  |   |                |             |             |  |    |                      |             |             |  |
|  | 2                                                                              | Colo-Colo                                                                      | 2                                                                              | Colo-Colo                                                                      | 2                                                                              | 3 | 3  | 6                                                 |                                                   |                                                   |                                                   |                                                   |  |   |                |             |             |  |    |                      |             |             |  |
|  | 2                                                                              | Colo-Colo                                                                      |                                                                                |                                                                                |                                                                                |   |    |                                                   |                                                   |                                                   |                                                   |                                                   |  |   |                |             |             |  |    |                      |             |             |  |
|  | 3                                                                              | Barnechea                                                                      | 0                                                                              | 0                                                                              | 0                                                                              |   |    |                                                   |                                                   |                                                   |                                                   |                                                   |  |   |                |             |             |  |    |                      |             |             |  |
|  | 3                                                                              | Barnechea                                                                      | 0                                                                              | 0                                                                              | 0                                                                              |   | 2  | Colo-Colo                                         | 2                                                 | 2                                                 | 4                                                 |                                                   |  |   |                |             |             |  |    |                      |             |             |  |
|  |                                                                                |                                                                                |                                                                                |                                                                                |                                                                                |   | 2  | Colo-Colo                                         | 2                                                 | 2                                                 | 4                                                 |                                                   |  |   |                |             |             |  |    |                      |             |             |  |
|  |                                                                                |                                                                                | 4                                                                              | Everton                                                                        | 1                                                                              | 1 | 2  |                                                   |                                                   |                                                   |                                                   |                                                   |  |   |                |             |             |  |    |                      |             |             |  |
|  | 4                                                                              | Everton                                                                        | 4                                                                              | Everton                                                                        | 1                                                                              | 1 | 2  | 1                                                 | 1                                                 | 2                                                 |                                                   |                                                   |  |   |                |             |             |  |    |                      |             |             |  |
|  | 4                                                                              | Everton                                                                        |                                                                                |                                                                                |                                                                                |   |    |                                                   |                                                   | 2                                                 |                                                   |                                                   |  |   |                |             |             |  |    |                      |             |             |  |
|  | 5                                                                              | O'Higgins                                                                      | 0                                                                              | 1                                                                              | 1                                                                              |   |    |                                                   |                                                   |                                                   |                                                   |                                                   |  |   |                |             |             |  |    |                      |             |             |  |
|  | 5                                                                              | O'Higgins                                                                      | 0                                                                              | 1                                                                              | 1                                                                              |   |    |                                                   |                                                   |                                                   |                                                   |                                                   |  | 2 | Colo-Colo (p.) | 1 (4)       |             |  |    |                      |             |             |  |
|  |                                                                                |                                                                                |                                                                                |                                                                                |                                                                                |   |    |                                                   |                                                   |                                                   |                                                   |                                                   |  | 2 | Colo-Colo (p.) | 1 (4)       |             |  |    |                      |             |             |  |
|  |                                                                                |                                                                                | 13                                                                             | Universidad Católica                                                           | 1 (2)                                                                          |   |    |                                                   |                                                   |                                                   |                                                   |                                                   |  |   |                |             |             |  |    |                      |             |             |  |
|  | 10                                                                             | Unión La Calera (p.)                                                           | 13                                                                             | Universidad Católica                                                           | 1 (2)                                                                          | 1 | 1  | 2 (5)                                             |                                                   |                                                   |                                                   |                                                   |  |   |                |             |             |  |    |                      |             |             |  |
|  | 10                                                                             | Unión La Calera (p.)                                                           |                                                                                |                                                                                |                                                                                |   |    |                                                   |                                                   |                                                   |                                                   |                                                   |  |   |                |             |             |  |    |                      |             |             |  |
|  | 16                                                                             | Ñublense                                                                       | 1                                                                              | 1                                                                              | 2 (4)                                                                          |   |    |                                                   |                                                   |                                                   |                                                   |                                                   |  |   |                |             |             |  |    |                      |             |             |  |
|  | 16                                                                             | Ñublense                                                                       | 1                                                                              | 1                                                                              | 2 (4)                                                                          |   | 10 | Unión La Calera                                   | 2                                                 | 0                                                 | 2                                                 |                                                   |  |   |                |             |             |  |    |                      |             |             |  |
|  |                                                                                |                                                                                |                                                                                |                                                                                |                                                                                |   | 10 | Unión La Calera                                   | 2                                                 | 0                                                 | 2                                                 |                                                   |  |   |                |             |             |  |    |                      |             |             |  |
|  |                                                                                |                                                                                | 13                                                                             | Universidad Católica                                                           | 1                                                                              | 2 | 3  |                                                   |                                                   |                                                   |                                                   |                                                   |  |   |                |             |             |  |    |                      |             |             |  |
|  | 12                                                                             | Santiago Morning                                                               | 13                                                                             | Universidad Católica                                                           | 1                                                                              | 2 | 3  | 0                                                 | 1                                                 | 1                                                 |                                                   |                                                   |  |   |                |             |             |  |    |                      |             |             |  |
|  | 12                                                                             | Santiago Morning                                                               |                                                                                |                                                                                |                                                                                |   |    |                                                   |                                                   | 1                                                 |                                                   |                                                   |  |   |                |             |             |  |    |                      |             |             |  |
|  | 13                                                                             | Universidad Católica                                                           | 2                                                                              | 3                                                                              | 5                                                                              |   |    |                                                   |                                                   |                                                   |                                                   |                                                   |  |   |                |             |             |  |    |                      |             |             |  |
|  | 13                                                                             | Universidad Católica                                                           | 2                                                                              | 3                                                                              | 5                                                                              |   |    |                                                   |                                                   |                                                   |                                                   |                                                   |  |   |                |             |             |  |    |                      |             |             |  |
|  |                                                                                |                                                                                |                                                                                |                                                                                |                                                                                |   |    |                                                   |                                                   |                                                   |                                                   |                                                   |  |   |                |             |             |  |    |                      |             |             |  |

- Nota: En las llaves a doble partido el equipo con el mayor número de orden es el que definió la serie como local.

### Octavos de final
| Fechas                        | Local en la ida  | Global       | Local en la vuelta   | Ida | Vuelta |
| ----------------------------- | ---------------- | ------------ | -------------------- | --- | ------ |
| 14 y 21 de julio              | Deportes Iquique | 2:4          | Cobresal             | 1:1 | 1:3    |
| 14 y 20 de julio              | Deportes Temuco  | 0:3          | Universidad de Chile | 0:1 | 0:2    |
| 13 de julio y 4 de septiembre | Unión Española   | 2:0          | Deportes Valdivia    | 0:0 | 2:0    |
| 13 y 20 de julio              | Audax Italiano   | 1:0          | Unión San Felipe     | 0:0 | 1:0    |
| 14 y 21 de julio              | Colo-Colo        | 6:0          | Barnechea            | 3:0 | 3:0    |
| 13 y 20 de julio              | Everton          | 2:1          | O'Higgins            | 1:0 | 1:1    |
| 14 y 21 de julio              | Unión La Calera  | 2:2 (5:4 p.) | Ñublense             | 1:1 | 1:1    |
| 16 de julio y 7 de agosto     | Santiago Morning | 1:5          | Universidad Católica | 0:2 | 1:3    |

### Cuartos de final
| Fechas                          | Local en la ida | Global | Local en la vuelta   | Ida | Vuelta |
| ------------------------------- | --------------- | ------ | -------------------- | --- | ------ |
| 7 de septiembre y 11 de octubre | Cobresal        | 4:5    | Universidad de Chile | 3:1 | 1:4    |
| 8 de septiembre y 12 de octubre | Audax Italiano  | 1:3    | Unión Española       | 0:1 | 1:2    |
| 7 de septiembre y 12 de octubre | Colo-Colo       | 4:2    | Everton              | 2:1 | 2:1    |
| 8 de septiembre y 12 de octubre | Unión La Calera | 2:3    | Universidad Católica | 2:1 | 0:2    |

### Semifinales
| Fechas      | Local          | Resultado    | Visita               |  |  |
| ----------- | -------------- | ------------ | -------------------- |  |  |
| 18 de enero | Colo-Colo      | 1:1 (4:2 p.) | Universidad Católica |  |  |
| 18 de enero | Unión Española | 0:3 (W.O.)   | Universidad de Chile |  |  |

### Final
| Fecha       | Local                | Resultado | Visita    |  |  |
| ----------- | -------------------- | --------- | --------- |  |  |
| 22 de enero | Universidad de Chile | 1:2       | Colo-Colo |  |  |

## Campeón
| Copa Chile                    |
|                               |
| Campeón Colo Colo 12.º título |
|                               |

## Estadísticas
| Jugador                              | Equipo                | Anotado |
| ------------------------------------ | --------------------- | ------- |
| Javier Parraguez                     | Colo-Colo             | 5       |
| Óscar Ortega                         | Santiago Morning      | 4       |
| Felipe Reynero                       | Cobresal              | 3       |
| Gabriel Costa                        | Colo-Colo             | 3       |
| Matías Donoso                        | Deportes Iquique      | 3       |
| Ignacio Lemmo                        | Deportes Puerto Montt | 3       |
| Sebastián Pérez                      | Ñublense              | 3       |
| José Luis Muñoz                      | O'Higgins             | 3       |
| Renato Tarifeño                      | Palestino             | 3       |
| Enzo Gutiérrez                       | Santiago Wanderers    | 3       |
| Walter Bou                           | Unión La Calera       | 3       |
| Sebastián Sáez                       | Universidad Católica  | 3       |
| Rodrigo Holgado                      | Audax Italiano        | 3       |
| Ignacio Jeraldino                    | Audax Italiano        | 2       |
| Carlos Muñoz                         | Cobresal              | 2       |
| César Villagra                       | Cobresal              | 2       |
| Carlo Villanueva                     | Colo-Colo             | 2       |
| Eduard Bello                         | Deportes Antofagasta  | 2       |
| Luca Pontigo                         | Deportes Santa Cruz   | 2       |
| Bryan Taiva                          | Deportes Temuco       | 2       |
| Reiner Castro                        | Deportes Temuco       | 2       |
| Fidel Córdova                        | Deportes Vallenar     | 2       |
| Maximiliano Cerato                   | Everton               | 2       |
| Michael Ríos                         | Rangers               | 2       |
| Eduardo Vilches                      | San Marcos de Arica   | 2       |
| Rafael Arace                         | Unión Española        | 2       |
| Marcelo Larrondo                     | Unión La Calera       | 2       |
| Miguel Ángel Orellana                | Unión San Felipe      | 2       |
| Ángelo Henríquez                     | Universidad de Chile  | 2       |
| Nicolás Guerra                       | Universidad de Chile  | 2       |
| Nicolás Oroz                         | Universidad de Chile  | 2       |
| Marcos Riquelme                      | Universidad de Chile  | 2       |
| Matías Rodríguez                     | Universidad de Chile  | 2       |
| Actualizado el 12 de octubre de 2019 |                       |         |